# NGC 2852
NGC 2852 este o galaxie spirală situată în constelația Linxul. A fost descoperită în 18 martie 1787 de către William Herschel. Se află la o distanță de 28,5 de megaparseci de Pământ.